# Wolfmannshausen

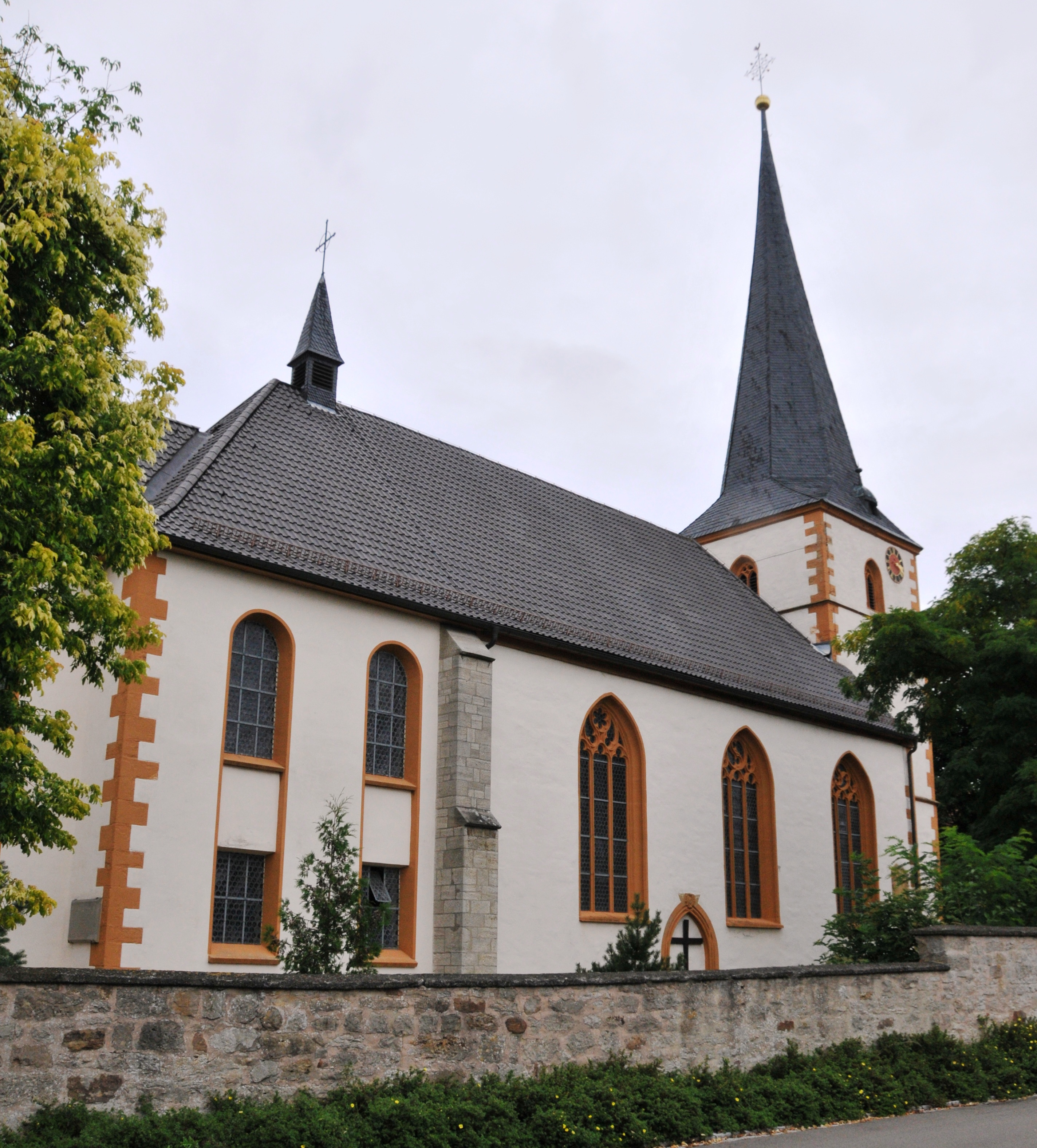
Kirche St.-Ägidius

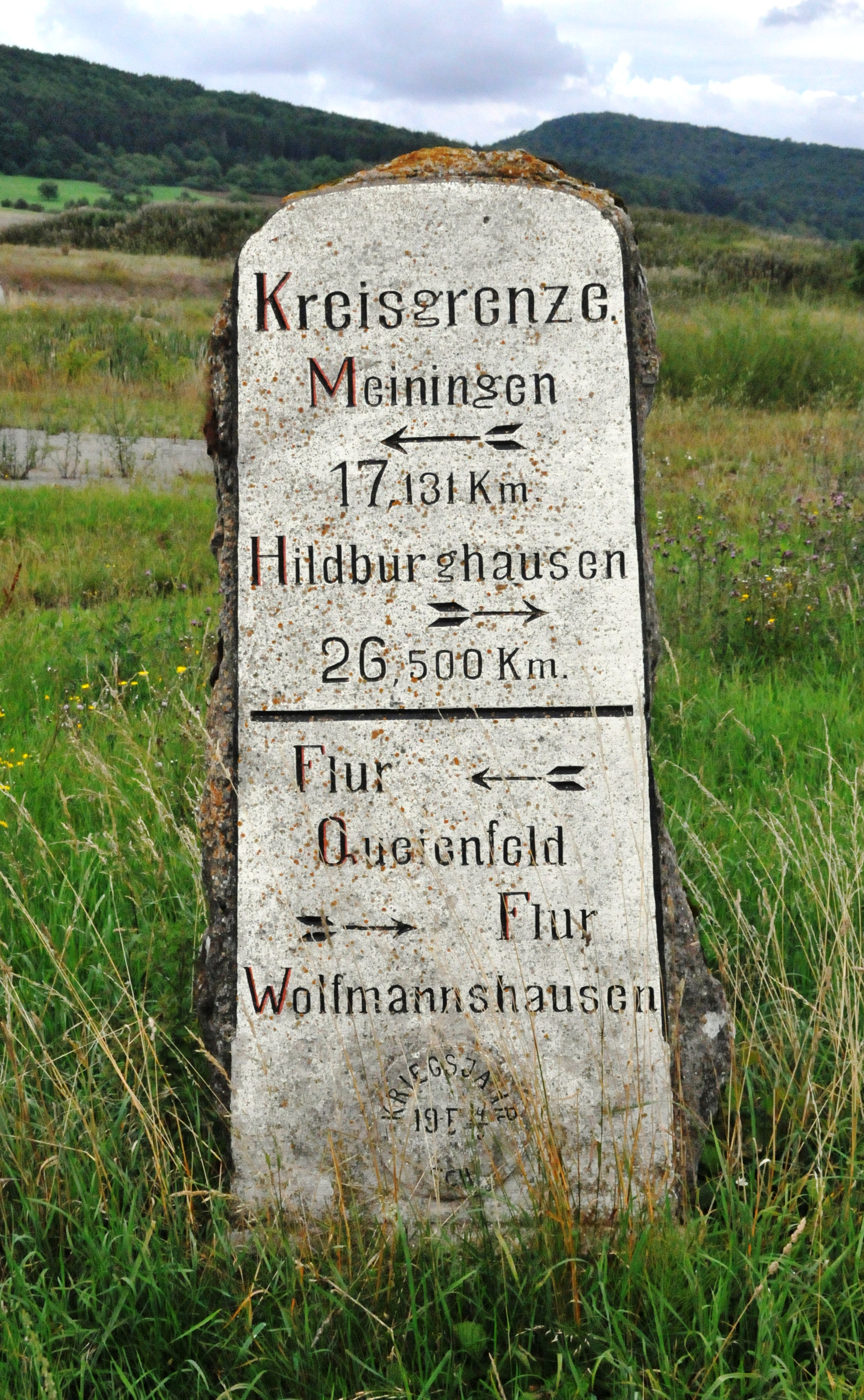
Grenzstein aus dem Ersten Weltkrieg zwischen den Kreisen Hildburghausen und Meiningen

Wolfmannshausen ist ein Dorf im südlichen Landkreis Schmalkalden-Meiningen in Thüringen. Seit dem 1. Dezember 2007 ist die ehemals politisch selbständige Gemeinde ein Ortsteil der Gemeinde Grabfeld.

## Geographie
Der Ort liegt 18 km südöstlich von Meiningen und fällt schon von weitem durch den hohen Turm seiner Kirche auf. Durch den Ort fließt die Bibra, die unweit südöstlich entspringt.
Auf halber Strecke zwischen Wolfmannshausen und Queienfeld, in unmittelbarer Nähe der ehemaligen Grenze zwischen den Kreisen Meiningen und Hildburghausen befindet sich das Gewerbe- und Industriegebiet „Untere Hellert“ mit einigen Betrieben.

## Geschichte
Der Ort wurde 956 in einer Schenkung des Edlen Wolmut erstmals erwähnt. Ihm verdankt Wolfmannshausen wohl auch seinen Namen. Bereits um 3000 v. Chr. gab es hier eine Besiedlung, wie aus 1996 ausgegrabenen Bodenfunden von Keramikscherben abgeleitet werden kann, die Stempeldruckkeramik nach Vorbild der Rössener Kultur darstellen. Auch Scherben der Linienbandkeramik wurden gefunden, in Südthüringen selten vorkommend.
Drei Hügelgräbergruppen zwischen dem Ort und Sülzdorf sind mit hallstattzeitlichen Grabhügeln belegt. In der nordwestlich gelegenen Gruppe ist ein Grabhügel unter astrologischen Gesichtspunkten mit einem Steinkranz und angedeuteten Scheiterhaufen belegt. Der Name dieser Gegend „Donnersheide“ deutet auf einen ehemals kultisch bedeutsamen Platz hin.
Zunächst dem bayerischen Großherzogtum Würzburg zugehörig, kam der Ort im Tausch gegen Sondheim im Grabfeld erst 1808 mit Staatsvertrag zwischen den Herzogtümern Würzburg und dem protestantischen Sachsen-Meiningen an Sachsen-Meiningen; die Bürger behielten jedoch ihren katholischen Glauben. Zu Zeiten der DDR gehörte Wolfmannshausen weiterhin zum Bistum Würzburg. Karl Ebert war der letzte bischöfliche Kommissar des Bischofs von Würzburg in Meiningen.

### Katholische Enklave
Die Pfarrei Wolfmannshausen war bis zur 1894 erfolgten Gründung der Pfarrei Meiningen die einzige Pfarrei des Bistums Würzburg, die sich nicht innerhalb Bayerns befand, sondern zum Herzogtum Sachsen-Meiningen gehörte. Die Neubesetzung der Pfarrstelle bedeutete demnach ein Politikum, da sich unter anderem die Regierung des Untermainkreises weigerte, bayerische Anwärter in ausländische Dienste zu entsenden. Erst durch ein offizielles Ersuchen des Bischofs Adam Friedrich Groß zu Trockau beim Herzog Bernhard II. konnte 1829 mit dem bayerischen König Ludwig I. ein Kompromiss gefunden werden. Die katholische Pfarrei war eine Enklave in einem protestantischen Land. Der Pfarrer von Wolfmannshausen betreute daher ab 1837 auch die katholischen Gemeinden in Meiningen und Hildburghausen. Als das Ordinariat 1857 versuchte, in Meiningen einen eigenen Seelsorger zu etablieren, wurde dieser über die bayerische Grenze abgeschoben. Von 1859 bis 1861 war der spätere Bischof von Speyer Joseph Georg von Ehrler Kaplan von Wolfmannshausen und Hildburghausen. Die St.-Ägidius-Kirche in Wolfmannshausen war bis 2008 eine katholische Pfarrkirche und ist seitdem eine Filialkirche.

## Politik

### Ortsteilrat
Der Ortsteilrat von Wolfmannshausen besteht neben dem Ortsteilbürgermeister aus 4 weiteren Ortsteilräten, die alle von der CDU gestellt werden.
(Stand: Kommunalwahl am 7. Juni 2009)

### Ortsteilbürgermeister
Thomas Mohr ist seit 2024 der ehrenamtliche Ortsteilbürgermeister des Ortsteils Wolfmannshausen in der Gemeinde Grabfeld. Vorheriger ehrenamtlicher Ortsteilbürgermeister war Lothar Seeber (CDU) und war seit dem Jahr 2000 auch letzter ehrenamtlicher Bürgermeister vor der Eingemeindung.

### Wappen
Das Wappen wurde vom Heraldiker Karl-Heinz Fritze aus Niederorschel gestaltet.

## Wirtschaft und Infrastruktur
Von 1893 bis 1970 hatte Wolfmannshausen einen Haltepunkt an der inzwischen stillgelegten Bahnstrecke Rentwertshausen–Römhild.